# گریت ریور (نیویورک)
گریت ریور (به انگلیسی: Great River) یک منطقهٔ مسکونی در ایالات متحده آمریکا است که در شهرستان سافک، نیویورک واقع شده‌است. گریت ریور ۱۳٫۴ کیلومتر مربع مساحت و ۱٬۴۸۹ نفر جمعیت دارد و ۴ متر بالاتر از سطح دریا واقع شده‌است.